# Catedrala lipovenească din Târgu Frumos

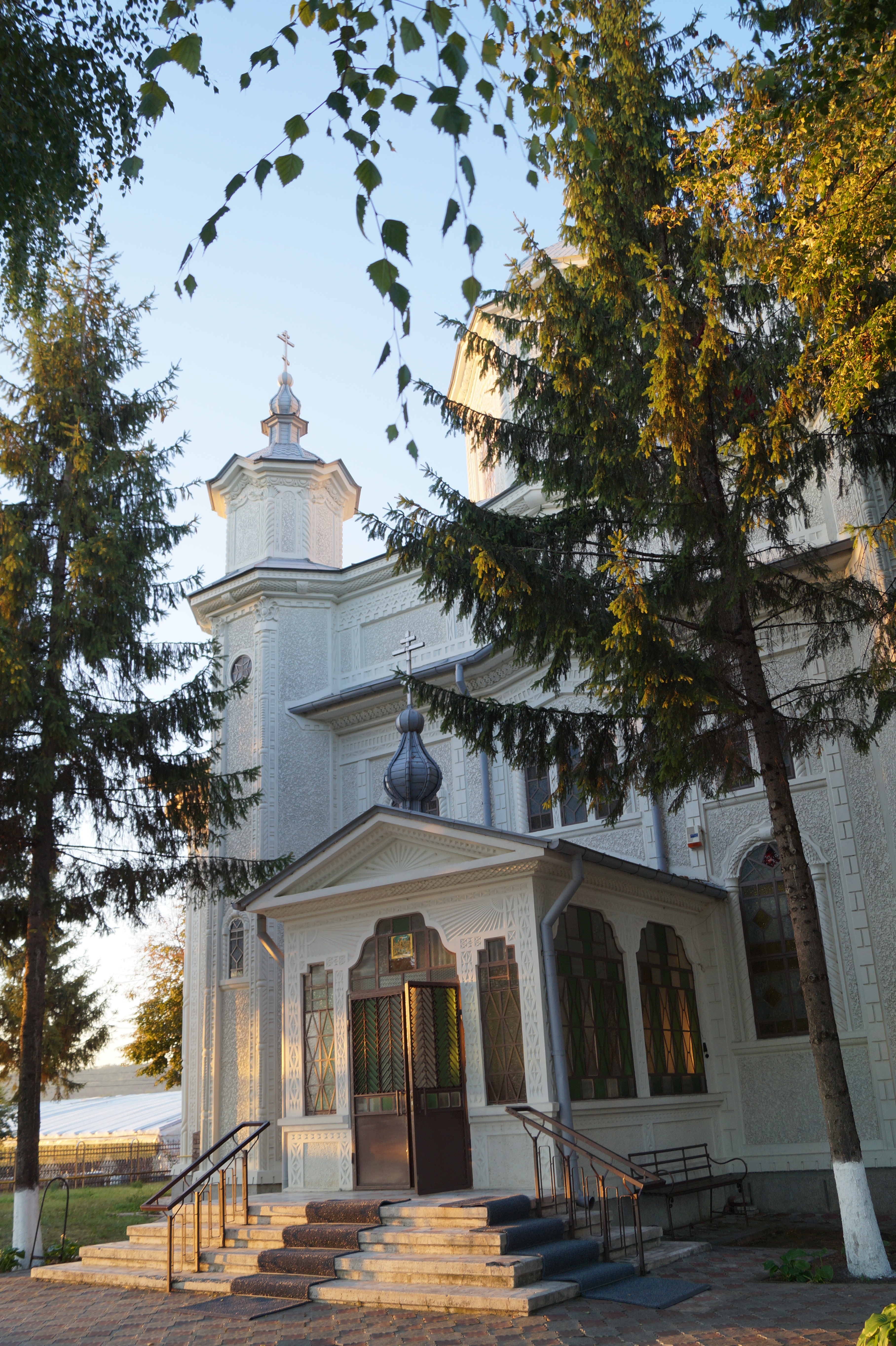
Intrarea

Biserica „Uspenia”(Adormirea Maicii Domnului) din Târgu Frumos a fost ridicată între 1982-1986, fiind sfințită în același an în care a fost terminată, pe 28 august, de către ÎPS Timon și Episcopul Kiprian de Moldova. Este catedrala Eparhiei Moldovei din cadrul Mitropoliei Ortodoxe Ruse de Rit Vechi. Episcopul actual este I.P.S. Arhiepiscop Nafanail.